# Manuel Cidre
Manuel "Manolo" Cidre Miranda (4 de febrero de 1953) es un empresario puertorriqueño nacido en Cuba que aspiró a la gobernación del Puerto Rico como candidato independiente en las elecciones generales de 2016, resultando en 4.ª posición con un 5.7% en la elección al cargo.

## Biografía
Manuel Cidre llegó a Puerto Rico desde su Cuba natal a una edad temprana, primero viviendo en la ciudad costera de Arecibo. En su nuevo país, finalmente se dedicó al mundo de los negocios, abriendo, en 1978, junto con su hermano Guillermo Cidre, una compañía en Bayamón llamada "Los Cidrines", que vende productos de panadería en Puerto Rico, y que actualmente exporta a todo Estados Unidos en cabeza de su hermana Maria Cidre.
Ha servido en múltiples organizaciones comunitarias y filantrópicas en Puerto Rico:
- Fundación Comunitaria

- SER de Puerto Rico

- Echar Pa ’Lante

- Compañía para el Desarrollo Integral de la Península de Cantera

- Agenda Ciudadana

- Instituto de Política Pública de la Universidad Ana G. Méndez (UAGM)

- Centro Margarita

A nivel administrativo y como líder empresarial y cívico, se ha destacado como:
- Presidente de la Asociación de Productos de Puerto Rico

- Presidente de la Asociación de Industriales de Puerto Rico

- Presidente y fundador de Alianza para el Desarrollo de PR

- Presidente de la Junta de Directores de Desarrollo de Pequeños Negocios y Centro de Tecnología

## Reconocimientos
Su trabajo ha sido reconocido por organizaciones comunitarias y profesionales como:
- "Premio al Buen Vecino" - Cruz Roja Americana

- Premio Ciudadano Distinguido -Boys Scouts of América

- Premio a la Responsabilidad Social Corporativa - Asociación de Mercado, Industria y Distribución de Alimentos M.I.D.A.

- Ciudadano del Año: Sector Privado – Caribbean Business

- Diez Líderes Empresariales más Importantes : Caribbean Business (2011, 2012, 2013, 2014)

- Salón de la Fama: Diez Líderes Empresariales más Importantes de 2015

- Premio al Logro Empresarial - Pontificia Universidad Católica de Puerto Rico

- Premio Zenit Ciudadano del Año 2010 - Cámara de Comercio de Puerto Rico

- Premio Héctor Jiménez Juarbe - Asociación de Industriales de Puerto Rico

- Premio Especial del Presidente - Cámara de Comercio de Ponce y Sur de PR

- Premio al Empresario Distinguido - Asociación de Hombres y Mujeres de Empresas"

- Excelencia en la Empresa Privada - Compañía Fomento Económico de Puerto Rico

- Premio al Emprendimiento - Empresario del año de Ernst & Young

- Manufacturero del Año -Asociación de Mercado, Industria y Distribución de Alimento M.I.D.A.

- Industrial del Año - Asociación de Industriales de Puerto Rico

## Vida personal
Manuel Cidre está casado con Annabelle Colón, tiene 4 hijos y 6 nietos.